# ام تی‌وی (اسرائیل)
ام تی‌وی اسرائیل (به انگلیسی: MTv israel)، نسخه‌ای عبری از کانال ام تی‌وی است که یک کانال موسیقی ۲۴ ساعته است در ۱۷ ژانویه ۲۰۱۱ راه اندازی شد.